# Ministry of Education (Malaysia)

Logo des Ministry of Education

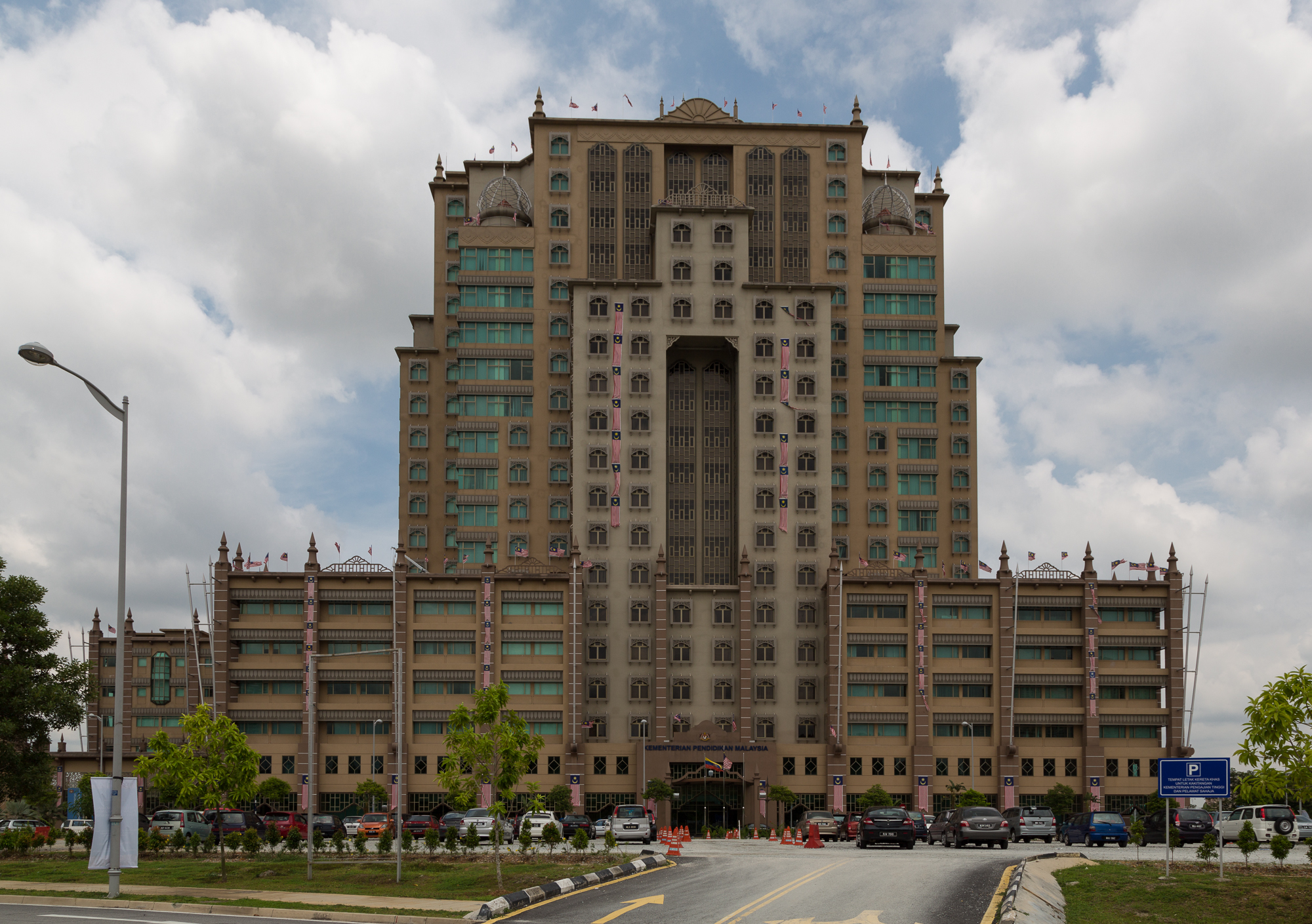
Gebäude des MOE in Putrajaya

Das Ministry of Education (MOE) oder Kementerian Pendidikan Malaysia ist das Bildungsministerium des Staates Malaysia. Seine Aufgaben liegen in der Bildungspolitik und der Beaufsichtigung des Schulbetriebs der Primar- und Sekundarstufe sowie allen Aspekten der Höheren Bildung (Tertiäre Bildung).
Das Ministerium liegt im Verwaltungszentrum Putrajaya südlich der Hauptstadt Kuala Lumpur.

## Geschichte
Noch vor der Unabhängigkeit der Föderation Malaya wurde im ersten Kabinett von Premierminister Tunku Abdul Rahman am 27. Juli 1955 ein Ministry of Education eingerichtet, das mit Tun Razak besetzt wurde. Der malaysische Name des Ministeriums lautete Kementerian Pendidikan Malaysia (deutsch: Bildungsministerium) und war umfassend für alles zuständig, was mit Bildung zu tun hatte. Erst im Jahr 2004 wurden die Belange der tertiären Bildung abgetrennt und in ein eigenes Ministerium, das Ministry of Higher Education ausgelagert. Während die englische Bezeichnung gleich blieb, spiegelte die Umbenennung des malaysischen Namens von (deutsch)  Bildungsministerium nach Unterrichtsministerium die Verlagerung des Schwerpunktes deutlich wider.
Bei der Kabinettsneubildung nach den Parlamentswahlen zum 13. malaysischen Parlament am 5. Mai 2013 wurden das Bildungsministerium und Ministerium für Höhere Bildung zum neuen Ministerium für Erziehung und Höhere Bildung (Education & Higher Learning Ministry; Kementerian Pelajaran dan Pengajian Tinggi) zusammengeführt. Auf Vorschlag des Ministers wurde der Name für das gemeinsame Ministerium kurze Zeit später jedoch in Bildungsministerium (Ministry of Education bzw. Kementerian Pendidikan) umbenannt.

## Aufgaben
Das Aufgabenspektrum umfasste alle Aspekte der Vorschulerziehung, der Primar- und Sekundarschulen inklusive der Klassenstufe Form 6, der Aufstellung landesweiter Lehrpläne, der zentralen Durchführung von Abschlussprüfungen, des Managements der Immatrikulationskurse (matrikulasi), der Herausgabe der Schulbücher und der Weiterbildung der Lehrer.
Im Bereich der Tertiärbildung unterstehen dem Ministerium die Universitäten, Polytechnischen Hochschulen und Colleges die in öffentlicher oder privater Trägerschaft stehen. Drei Hauptabteilungen innerhalb des Ministeriums decken dabei einen speziellen Aspekt tertiärer Bildung ab:
- Department of Higher Education (DHE) – zuständig für die Universitäten und das Malaysian Student Department[Anm. 1]
- Department of Polytechnic Education (DPE) – zuständig für die Polytechnischen Hochschulen[Anm. 2]
- Department of Community College Education (DCCE) – zuständig für die Colleges[Anm. 3]

## Untergeordnete Institutionen
Zur Wahrnehmung seiner Aufgaben unterstehen dem Ministerium eine Reihe von Institutionen und Einrichtungen, so zum Beispiel
- Dewan Bahasa dan Pustaka – Institut für Sprache und Literatur
- ITBM – Malaysisches Institut für Übersetzung und Bücher
- MEC – Malaysian Examination Council; ist federführend bei der Organisation der Abschlussprüfungen STPM und STP
- IPGM – Institut für Lehrerfortbildung

Im Bereich der tertiären Bildung unterhält das Ministerium ebenfalls einige bedeutende Institutionen und Einrichtungen:

### Malaysian Qualifications Agency
Die Malaysian Qualifications Agency (MQA) geht auf einen Zusammenschluss des früheren National Accreditation Board (LAN) mit der Qualitätssicherungsabteilung (QAD) des MOHE am 1. November 2007 zurück. Ihre Aufgabe besteht in der Qualitätssicherung der Bildungsangebote im tertiären Bereich. Rechtsgrundlage ist der Qualifications Agency Act 2007.

### National Higher Education Fund Corporation
Die National Higher Education Fund Corporation, besser bekannt unter Perbadanan Tabung Pendidikan Tinggi Nasional (PTPTN), wurde 1997 auf Basis des National Higher Education Fund Corporation Act 1997 gegründet. Ihre Aufgabe ist es, einkommensschwache Studenten bei der Finanzierung ihres Studiums durch die Vergabe von Krediten zu unterstützen. Die Institution nimmt dadurch eine ähnliche Funktion wahr wie die Bereitstellung von Studienhilfen im Rahmen des BAföG.

### Tunku Abdul Rahman Foundation
Die Stiftung (mal. Yayasan Tunku Abdul Rahman) gewährt Stipendien für Studenten mit herausragenden Leistungen und studentischen Führungseigenschaften.

## Minister
Zuständiger Minister war ab dem Zusammenschluss im Mai 2013 Hishamuddin Bin Tun Hussein. Die Position des Unterrichtsministers wird in Malaysia als Anwartschaft auf das Amt des malaysischen Premierministers gewertet. Bis auf den ersten Premierminister Tunku Abdul Rahman hatten alle malaysischen Premierminister dieses Amt während ihrer politischen Karriere inne.
Mit dem Zusammenschluss der beiden Ministerien wurde gleichzeitig eine Doppelspitze aus zwei Ministern (Muhyiddin bin Mohd. Yassin und Idris Bin Jusoh) und zwei Stellvertretern (Mary Yap Kain Ching und P. Kamalanathan A/L P. Panchanathan) geschaffen. Die Aufgabenteilung folgt in etwa der vorherigen Gliederung nach Vorschul-, Primar- und Sekundarbildung einerseits und tertiärer Bildung andererseits.